# 繪架座TW
繪架座TW，又名CD-3217321，HD 216803、SAO 214197、HR 8721，是繪架座的一颗恒星，视星等为6.48，位于銀經15.94，銀緯-64.61，其B1900.0坐标为赤經22h 50m 50.3s，赤緯-32° -64.61′ 41″。